# 爭江
17°45′25″N 106°25′10″E / 17.75694°N 106.41944°E

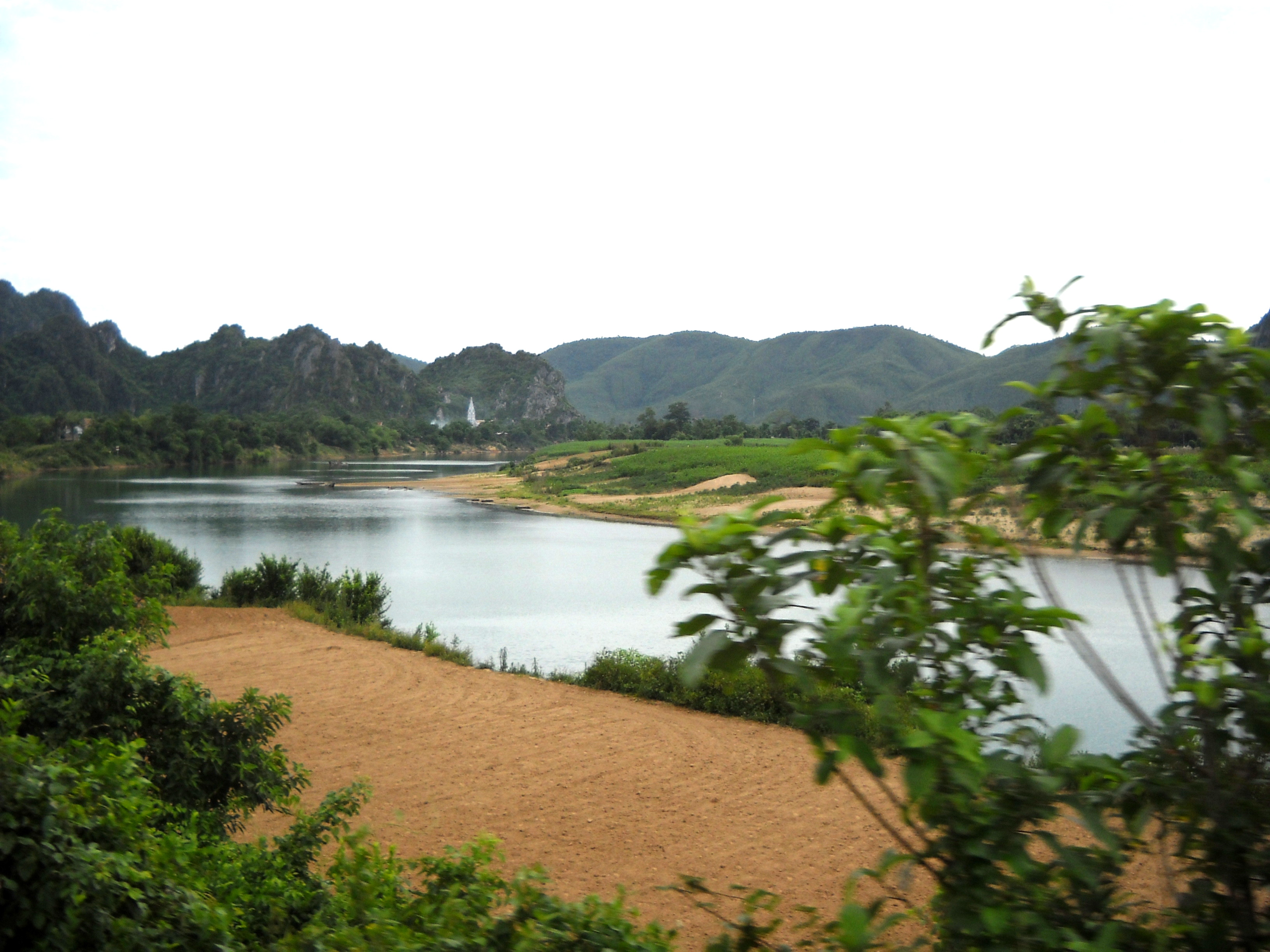
淨江

淨江（越南语：／）是位於越南廣平省境內的一條河流，全長268公里。
淨江古稱江（越南语：／）:31。在鄭阮紛爭期間，淨江是鄭主勢力和廣南阮主勢力的分界線。鄭主大舉南下攻打阮主，但阮主憑藉淨江和橫山的天險一次次阻擋了鄭主的進攻，最終雙方於1673年確定淨江為勢力邊界。從此以後，淨江以北歸鄭氏，以南歸阮氏，直到1774年為止。在那個時代，淨江以北被稱為北河，以南則被稱為南河。
淨江的地理位置靠近一七線，而在越南戰爭爆發之前，根據日內瓦會議的決定，淨江附近的邊海河（位於廣治省）是南越與北越之間的界河。
2009年1月25日，淨江發生沉船事故，造成40人死亡、5人失蹤。